# HMS Bounty
El HMS Bounty, también denominado HMAV Bounty, fue un barco de vela de la armada británica en el que tuvo lugar el 28 de abril de 1789 un famoso motín, el motín del Bounty. 

## Historial del buque
El barco fue construido inicialmente como buque mercante bajo el nombre de Bethia, aunque más tarde, tras su adquisición por la Royal Navy, fue sometido a importantes reformas para realizar una expedición al mar del Sur transportando una carga de árboles del pan desde Tahití, en la Polinesia, hasta el Caribe, que pudiera servir para alimentar a los esclavos de las plantaciones de Jamaica y de otras colonias británicas de las Antillas que sufrían por entonces de periódicas hambrunas. La utilidad de la planta ya había sido advertida en 1769, por el capitán James Cook que comprobó que además de ser bastante común en aquellas islas servía de alimento a los polinesios. Cuando estas noticias se difundieron tras la muerte del famoso navegante y explorador, algunos plantadores antillanos plantearon al Presidente de la Royal Society, el naturalista sir Joseph Banks, la posibilidad de transportarla al Caribe para comprobar si era posible su plantación extensiva. El propio Banks fue quien, una vez aceptada esa iniciativa, que sería patrocinada por la armada real, intercedió ante los responsables del Almirantazgo para que fuese designado para dirigir la expedición el teniente William Bligh, de 33 años de edad, con el que había compartido uno de los viajes de exploración de James Cook por el Pacífico unos años antes. 
Al mando de una tripulación de 44 hombres, Bligh zarpó el 23 de diciembre de 1787 del estuario del Támesis. Las órdenes que tenía eran llegar a las islas de La Sociedad, actual Polinesia francesa, por el sur de América atravesando el cabo de Hornos. Sin embargo, temporales desusados y persistentes vientos contrarios le impidieron atravesar hasta el Pacífico, por lo que tuvo que volver al Atlántico para arribar a la Polinesia vía el cabo de Buena Esperanza y el océano Índico. Tras diez meses de navegación, la Bounty llegó finalmente a Tahití, fondeando en la bahía de Matavai el 25 de octubre de 1788.  

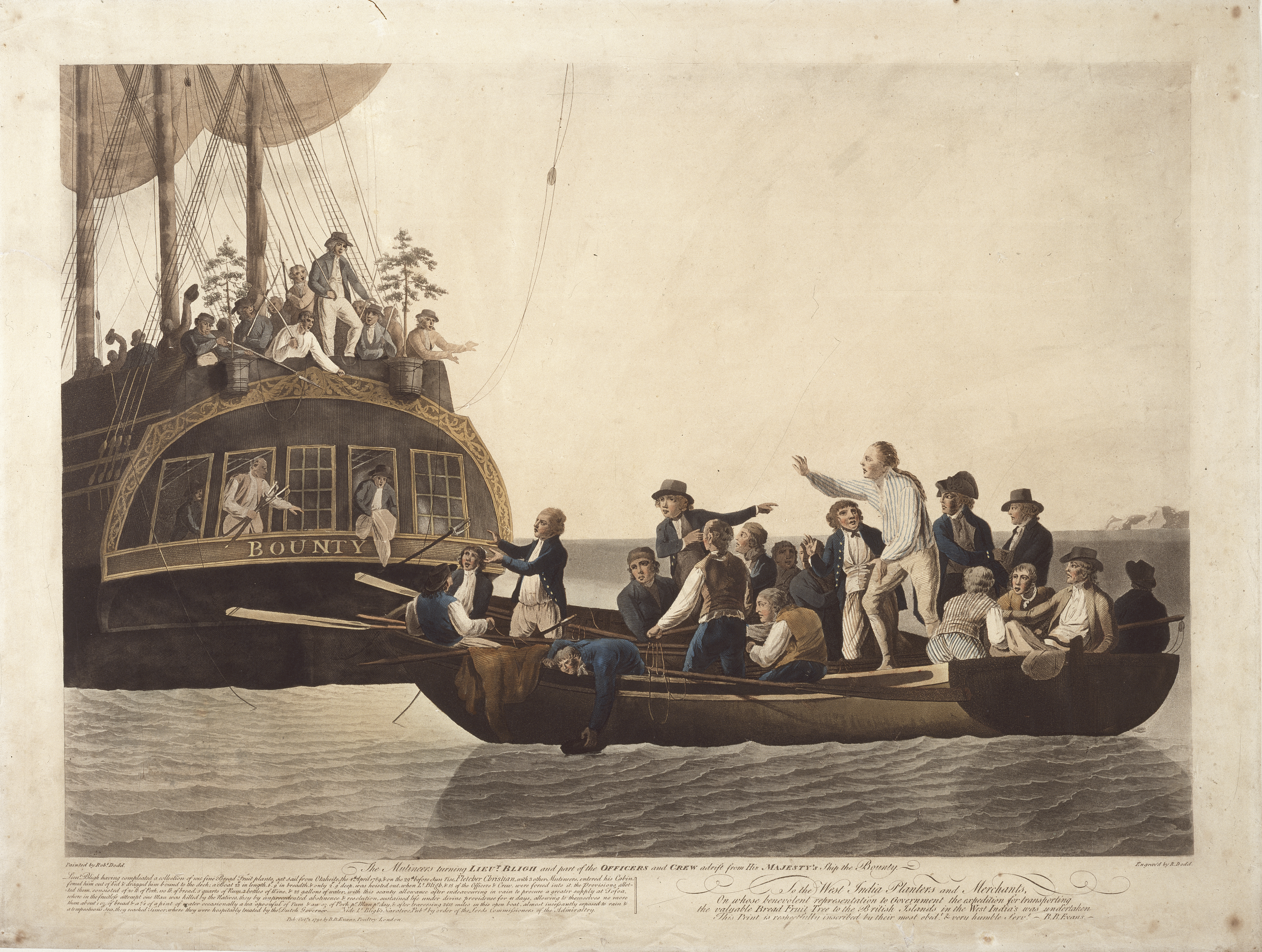
Los amotinados abandonan a William Bligh y a varios marineros leales a este (29 de abril de 1789).

Debido al retraso sufrido, Bligh hubo de permanecer cinco meses en la isla aguardando a la estación propicia para trasplantar los brotes del árbol, espera que lejos de ser tediosa les permitió disfrutar de los encantos naturales de la paradisíaca isla y de las atenciones de los hospitalarios tahitianos. 
Una vez llevados a bordo 1051 plantones, el 4 de abril de 1789 el Bounty se hizo de nuevo a la vela rumbo al Caribe. Cierto día, cuando se encontraban entre las islas de Tofoa y Kotoo, Bligh advirtió que faltaban algunos cocos. Acusó a la tripulación de haberlos robado e insultó gravemente al oficial adjunto al segundo, llamado Fletcher Christian, al que públicamente tildó de "perro maldito". El comandante ordenó que se redujeran las raciones de grog y amenazó con echar al mar a quienes fueran sorprendidos en algún robo. Su actitud violenta exasperó los ánimos de los marineros y sobre todo provocó la rabia de Christian al verse tratado tan ofensiva e injustamente. A tenor de las posteriores declaraciones de los testigos ante la corte marcial parece que el motín no fue premeditado sino que se concertó a última hora, tal vez esa misma madrugada. Presa de una fuerte agitación (algún testigo dijo haberlo visto llorar aquella noche en la proa del barco) Christian parecía decidido en un primer momento a abandonar el navío, pero luego cambió de opinión y decidió tomar medidas más drásticas, aprovechando que por una casualidad fatal su cuarto de guardia coincidía con el servicio de varios tripulantes a quienes el irascible Bligh había castigado repetidas veces y que debían de tener motivos también para vengarse de su comandante.  
Pasadas las cinco de la mañana del 28 de abril, según las declaraciones tomadas por los jueces militares, los conjurados aparecieron en el puente armados con fusiles y bayonetas y pese a ser unos pocos, se apoderaron del buque con rapidez sin hallar prácticamente ninguna oposición. Tras amenazar al comandante con matarlo si se resistía, lo embarcaron en la chalupa junto a otros 18 tripulantes, un sextante,  algunos barriles de agua y algo de comida. Otros 13 marineros que rehusaron unirse a los amotinados tuvieron que permanecer en el navío por falta de espacio en el bote.

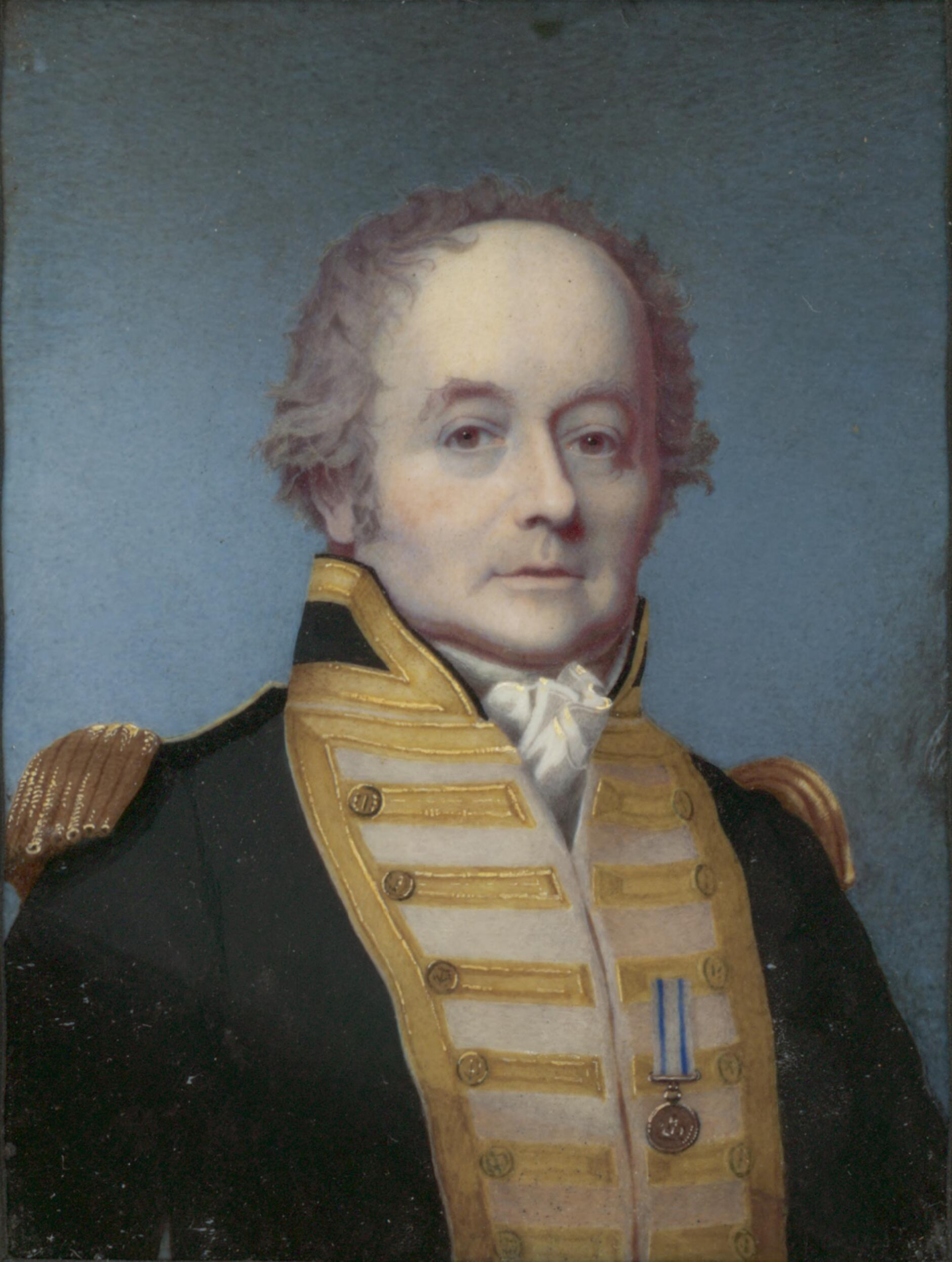
Retrato de William Bligh.

A las 8 de la mañana la chalupa se apartó del Bounty y Bligh y sus compañeros quedaron abandonados a su suerte en las proximidades de la isla de Tofua, muy lejos de cualquier enclave o puerto europeo. El viaje que realizó a continuación en aquella frágil embarcación de 7,5 metros de eslora hasta Malasia constituye una verdadera hazaña náutica, teniendo en cuenta que se trataba de un pequeño bote sin cubierta y carente por tanto de protección contra el sol, la lluvia y las olas. Carecían de cartas náuticas adecuadas e iba sobrecargado de peso disponiendo de menguados recursos de agua y comida. Pese a ello y valiéndose de sus indudables conocimientos técnicos, Bligh consiguió llegar al puerto holandés de la isla de Timor en Las Molucas, tras 41 días de travesía. Había recorrido unos 5.800 km en mar abierto y pese a ello solo hubo que lamentar la pérdida de un hombre, muerto en un enfrentamiento con los nativos en el curso de una de las recaladas para aprovisionarse de agua y víveres, si bien varios más fallecieron en las semanas siguientes a su arribada a Timor debido a las penalidades sufridas en su larga odisea. Cuando Bligh llegó a Inglaterra, hubo de someterse a una corte marcial por la pérdida del navío, pero el juicio se saldó con su libre absolución. La Armada despachó a la fragata HMS Pandora al mando del capitán Edward Edwards con la misión de traer a Inglaterra al resto de la tripulación y esclarecer su participación en los hechos. 
A bordo del Bounty habían quedado 25 hombres en total, de los que realmente estaban implicados en el motín Christian y ocho o nueve marineros. Tras echar por la borda las macetas con las plantas, decidieron volver a Tahití. Allí desembarcaron a 16 hombres,  a la espera de que un barco inglés los llevase de retorno a la patria. Los amotinados se hicieron después a la vela llevando consigo a 17 nativos, seis hombres y once mujeres, una de ellas con un bebé. Tras varios días de navegación, avistaron la isla de Pitcairn, situada a unas 1300 millas al sureste del archipiélago de Tahití, que por aquel entonces figuraba cartografiada en una posición errónea, lo que la convertía en un refugio idóneo al no ser localizable por los barcos de la Royal Navy que con toda seguridad serían enviados en su búsqueda. El 23 de enero de 1790, una vez trasladados los enseres de a bordo y desmantelado una parte del casco quemaron el resto para borrar toda huella del navío. Con las maderas y herramientas construyeron varias cabañas que también camuflaron convenientemente para no ser vistas desde el mar.
No fue hasta 1808 cuando la isla volvió a ser visitada por otro buque, en este caso estadounidense. Para entonces Christian y la mayor parte de los amotinados habían muerto en diversos enfrentamientos surgidos entre los propios europeos o a manos de los tahitianos causados por la posesión de las mujeres y el reparto de las tierras de la isla. El último amotinado, John Adams, murió en 1829. Sus descendientes continúan hoy residiendo en Pitcairn, aunque en 1856 una parte de la población fue desplazada a la isla Norfolk, entre Nueva Zelanda y Australia.
De los 10 prisioneros supervivientes al naufragio del HMS Pandora, cuatro contaron con el testimonio favorable de Bligh y fueron absueltos; otros dos fueron condenados pero posteriormente recibieron el indulto real; uno más fue condenado, pero exculpado por un tecnicismo legal. Los tres restantes fueron condenados y ejecutados en la horca. 
Sobre las incidencias de aquel viaje, Bligh publicó en 1790 una narración con su versión de los acontecimientos, titulada: Relación de los sucesos ocurridos en el navío Bounty, perteneciente al rey de Inglaterra y mandado por el teniente W. Bligh, con el viaje subsiguiente de este oficial y de una parte de su tripulación en la chalupa desde las islas de La Amistad en el mar del Sur hasta Timor, establecimiento holandés de las islas Molucas.

## Réplica

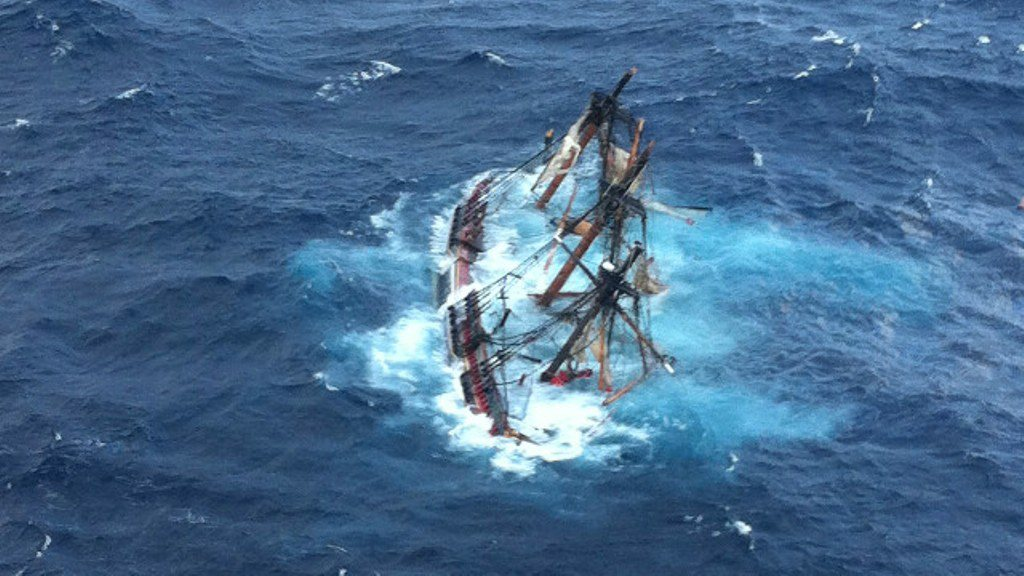
Réplica de la Bounty con la cubierta sumergida en el océano Atlántico durante el huracán Sandy, poco antes de hundirse aproximadamente a 90 millas (145 km) al sureste de Hatteras, Carolina del Norte, el 29 de octubre de 2012

En 1960 se construyó una réplica del Bounty para rodar la película Mutiny on the Bounty, estrenada en 1962 y dirigida por Lewis Milestone. Tras el rodaje, quedó como atracción turística, hasta que el 29 de octubre de 2012 fue afectada por el huracán Sandy y se hundió en el Atlántico, frente a la costa de Carolina del Norte.

## ElBountyen la cultura popular
Se han hecho versiones literarias y cinematográficas sobre el motín del Bounty; entre ellas:

### Literatura
- Julio Verne publicó en 1879 un cuento corto: Los amotinados de la Bounty (Les révoltés de la Bounty). El texto original fue escrito por Gabriel Marcel (1843-1909), un geógrafo de la Biblioteca Nacional de París. El trabajo de Julio Verne fue de corrección. De acuerdo a la información disponible en un documento fechado el 27 de julio de 1879, Verne compró todos los derechos por unos 300 francos.
- Otra versión literaria es Trilogía de la Bounty, de C. Nordhoff y J. N. Hall, 1932-1934.
- Caroline Alexander recreó el episodio en La Bounty: la verdadera historia del motín de la Bounty, usando una amplia documentación (edición en castellano: Ed. Planeta, 20059.
- John Boyne publicó Motín en la Bounty en 2008.

### Cine
- La primera versión sobre el evento es la película muda australiana The Mutiny of the Bounty, dirigida por Raymond Longford en 1916.[2]
- La segunda versión, también australiana, es In the Wake of the Bounty, filme dirigido por Charles Chauvel en 1933 y protagonizado por Errol Flynn[3] en su primera aparición ante las cámaras.[4]
- La tercera versión, primera estadounidense y de mayor difusión internacional, es Mutiny on the Bounty (1935), basada en las novelas de Nordhoff y Hall. Dirigida por Frank Lloyd y protagonizada por Charles Laughton y Clark Gable.[5] Se estrenó en España como Rebelión a bordo.
- La cuarta versión, más conocida, es Mutiny on the Bounty (1962), dirigida por Lewis Milestone y protagonizada por Marlon Brando, Trevor Howard y Richard Harris. Su argumento está igualmente basado en las novelas de Nordhoff y Hall.[6]
- La quinta y más reciente es The Bounty (1984), dirigida por Roger Donaldson y protagonizada por Anthony Hopkins, Mel Gibson, Laurence Olivier, Liam Neeson y Daniel Day-Lewis.[7]
- En la película Star Trek IV: Misión: salvar la Tierra, hay una referencia hacia este velero, cuando la tripulación rebautiza la nave Klingon con la que vuelven de Vulcano a la Tierra con el nombre de "HMS Bounty".[8]

### Televisión
- La historia del Bounty es contada en el capítulo de Los Simpson "The Wettest Stories Ever Told".